# ジョージ・エドワード・グラス
ジョージ・エドワード・グラス（英語: George Edward Glass, 1960年 - ）は、アメリカ合衆国の実業家、元銀行家。ドナルド・トランプの大口献金者として知られ、第1次トランプ政権では駐ポルトガル大使を務め、第2次政権では駐日大使を務める。対中強硬派とされる。

## 経歴
1960年、アメリカ合衆国・オレゴン州ユージーン出身。南ユージーン公立高等学校、オレゴン大学を理学士号取得し卒業。
1990年に設立された投資バンクのパシフィック・クレスト・セキュリティーズの創業者として経営を指揮したほか、不動産デベロッパー企業のMGG Development LLCのオーナー、オレゴン大学及びオレゴン健康科学大学の理事を務めた。
ドナルド・トランプの大口献金者としても知られる。2017年から2021年までの第1次トランプ政権下では駐ポルトガルアメリカ合衆国大使を務めた。2020年にはポルトガルが中華人民共和国より投資を受け入れていることを問題視し、アメリカか中国のどちらかを選ぶよう求め外交的摩擦を生んだ。2024年12月16日には再び大統領に返り咲くことになったトランプは、グラスを第2次政権下における駐日アメリカ合衆国大使に指名すると発表した。
2025年3月13日、アメリカ上院外交委員会の公聴会にてグラスは、「日本との関係はこれまでで最も良い状態」との認識を示した。一方で「日米関係がアメリカの国民にとって役立つものになるようにする」と述べた上で、日本に対し、在日米軍への支援などで相応の負担を求めていく姿勢も示した。
2025年4月8日、アメリカ上院は本会議で駐日大使にグラスを充てる人事を承認した。同年4月18日に大使に着任した。同年7月17日、皇居にて信任状奉呈を行い、正式に着任。

## 人物
その経歴から、金融や不動産、科学技術の分野に造詣が深い。
2025年5月9日に読売新聞の単独インタビューに応じた際には長男一家が日本に居住していることを明かしており、日本での生活が14年目に入ったほか、孫娘（当時7歳）は日本で生まれ育っている。